# 一〇〇式観測挺進車
一〇〇式観測挺進車 テレ（ひゃくしきかんそくていしんしゃ - ）とは、1940年（昭和15年）に大日本帝国陸軍が採用した装軌式の砲兵用弾着観測車。「一〇〇式」の呼称は、採用年が皇紀2600年にあたることに由来する。
開発母体となったのは3年前に採用された九七式軽装甲車であるが、実際は九七式軽装甲車を母体に2年前に開発・採用された九八式装甲運搬車の車体を流用して開発された。
砲兵用の測距儀や方位盤等の弾着観測機器はもとより、データを砲側の射撃要員に伝えるために無線通信機や有線電話、電話線敷設装置なども搭載している。また砲弾の弾道に影響を与えうる風向、風速の観測も任務に入る。乗員は基本的に操縦手、前線観測指揮官、照準兵、観測兵、無線通信兵の5名だが、最高で8人まで乗ることが出来る。車体形状は前述のように九八式装甲運搬車に準じているが、戦時中には車体前部を直線的にし、生産性を向上させた簡易生産型も作られている。
なお、資料によっては「一式観測挺進車」として、同じ九七式軽装甲車派生型の砲兵観測車を紹介するものもある。また、試製九七式観測挺進車として1936年～1938年に3形式が試作されたとする史料もあるが、本車との関係は明示されていない。